# 张世明 (1962年)
张世明（1962年6月—），汉族，内蒙古固阳人，中华人民共和国地方政治人物。
1984年8月毕业于包头市财贸学校会计专业，1988年5月加入中国共产党。历任包头市青山区财政局科员，包头市青山区财政局副局长，包头市青山区财政局局长，包头市青山区副区长、财政局局长，包头市青山区副区长，包头市青山区委常委、副区长。其间，先后在中央财政金融学院（现中央财经大学）财税专业、内蒙古大学自考行政管理专业、天津财经学院（现天津财经大学）研究生进修班学习。2007年10月，任包头市青山区委副书记、区长。2009年10月，任包头市青山区委书记、区人武部党委第一书记。2013年1月，升任包头市政府副市长。2015年5月，任包头市委常委、市政府副市长。2016年9月，任包头市政协党组书记，市政府副市长。2017年2月，当选包头市政协主席、党组书记。
2019年7月，因涉嫌严重违纪违法，接受内蒙古自治区纪委监委纪律审查和监察调查。2020年2月，内蒙古自治区纪委监委决定给予其开除党籍、开除公职处分，移送司法机关处理。
2021年7月14日，张世明受贿案在兴安盟中级人民法院依法公开开庭审理。内蒙古自治区人民检察院兴安盟分院指控，自2003年至2019年，被告人张世明任包头市青山区副区长，青山区委常委、青山区副区长，青山区长，青山区委书记、青山区人武部党委第一书记，包头市副市长，包头市委常委、副市长，包头市政协党组书记、主席期间，利用职务上的便利，接受他人请托，为他人谋取利益并非法收受财物，共实施受贿行为34起，收受财物价值共计1.39亿余元。张世明当庭表示认罪认罚。法庭没有当庭宣判。